# Philipps
Philipps ist ein Familienname. Zu Herkunft und Bedeutung siehe Phillips.

## Namensträger
- Alexandra Philipps (* 1975), deutsches Fotomodell
- Benjamin Samuel Philipps (1811–1889), englischer Unternehmer, Lordmayor von London
- Busy Philipps (* 1979), US-amerikanische Schauspielerin
- Carolin Philipps (* 1954), deutsche Jugendbuchautorin
- Chris Philipps (* 1994), luxemburgischer Fußballspieler
- Christina Philipps (* 1947), deutsche Politikerin (CDU), MdL
- Christoph Philipps (* 1998), deutscher Basketballspieler
- Colwyn Philipps, 3. Viscount St. Davids (1939–2009), britischer Peer
- Eugène Philipps (1918–2018), elsässischer Lehrer und Publizist
- Georg Philipps (1774–1861), hessischer Gutsbesitzer und liberaler Politiker
- Helmut Philipps (* 1953), deutscher Autor, Journalist, Tontechniker, Produzent und Referent
- Horst Philipps (1905–1962), deutscher Meteorologe
- J. D. Philipps (Johann Daniel Philipps; 1846–1926), deutscher Musikinstrumentenbauer
- Lothar Philipps (* 1934), deutscher Jurist und Hochschullehrer
- Peter Philipps (Journalist) (* 1948), deutscher Journalist
- Otto Philipps (1869–1932), deutscher Maler, Kunstlehrer und Kunstkritiker
- Richard Mansel Philipps (1768–1844), britischer Politiker
- Ulrike Hörster-Philipps (* 1949), deutsche Historikerin
- Wilhelm Philipps (Theologe, 1859) (1859–1933), deutscher evangelischer Theologe und Politiker
- Wilhelm Philipps (Theologe, 1891) (1891–1982), deutscher evangelischer Theologe
- Wilhelm Philipps (General) (1894–1971), deutscher Generalleutnant
- Wogan Philipps, 2. Baron Milford (1902–1993), britischer Peer und Politiker